# Auktsjaur
Auktsjaur is een plaats in de gemeente Arvidsjaur in het landschap Lapland en de provincie Norrbottens län in Zweden. De plaats heeft 63 inwoners (2005) en een oppervlakte van 57 hectare. De plaats ligt aan de Europese weg 45 en wordt omringd door verschillende kleine meren. De directe omgeving van de plaats bestaat uit zowel naaldbos als landbouwgrond.
Bestuurscentrum: Arvidsjaur (tätort)
Tätort: Glommersträsk · Moskosel ·
Småort: Abborrträsk · Auktsjaur · Järvträsk · Lauker